# یواس‌اس تاناگر (ای‌ام-۳۸۵)

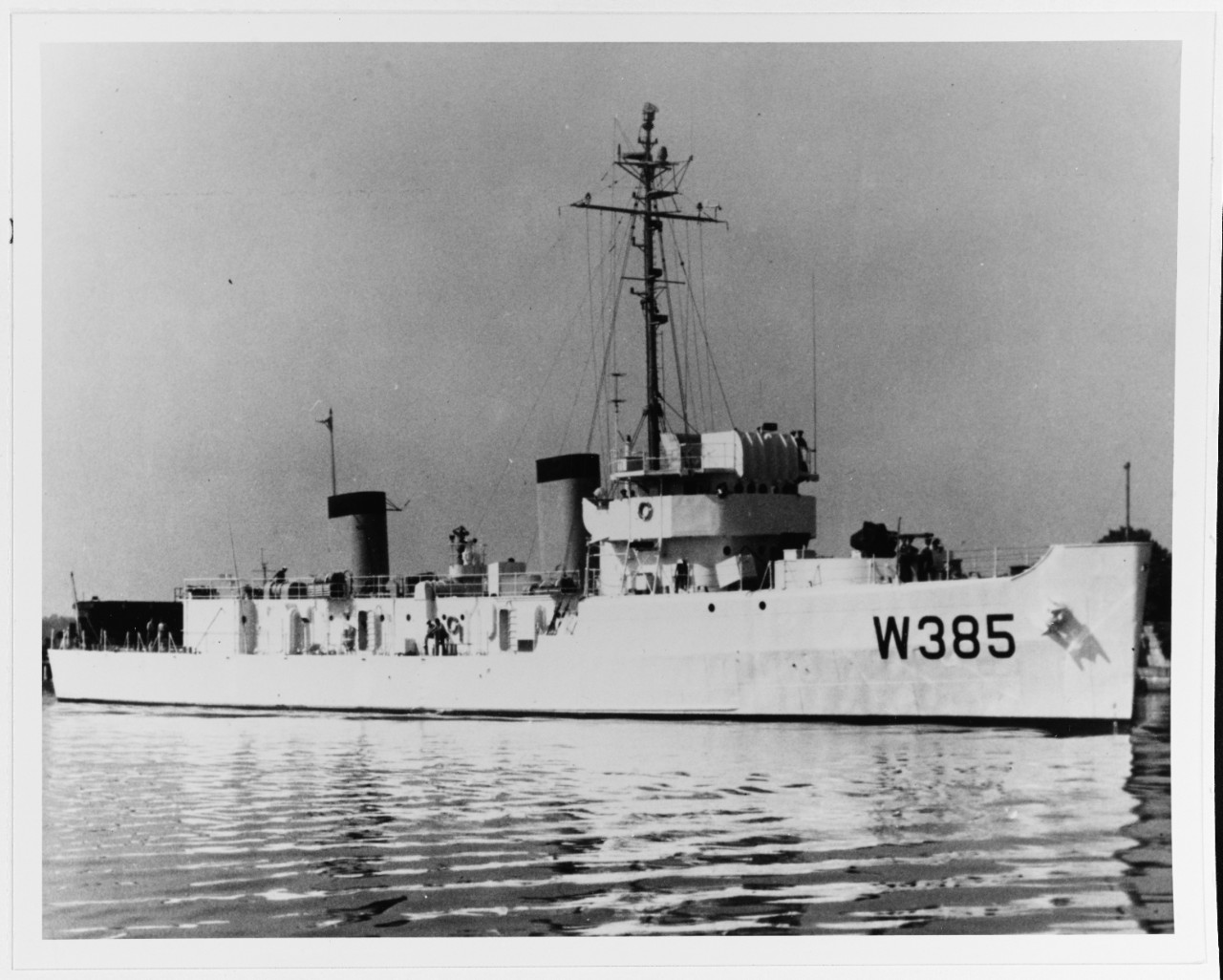
یواس‌اس تاناگر (ای‌ام-۳۸۵)

یواس‌اس تاناگر (ای‌ام-۳۸۵) (به انگلیسی: USS Tanager (AM-385)) یک کشتی بود که طول آن ۲۲۱ فوت ۳ اینچ (۶۷٫۴۴ متر) بود. این کشتی در سال ۱۹۴۴ ساخته شد.